# Бычкова, Юлия Васильевна
Ю́лия Васи́льевна Бычко́ва (род. 2 апреля 1979, Москва) — российский арт-менеджер, куратор, художник, архитектор, известный популяризатор лэнд-арта в России. Директор арт-парка «Никола-Ленивец», продюсер Международного фестиваля ландшафтных объектов «Архстояние», Фестиваля городской культуры «Арт-Овраг». Эксперт в области комплексного развития городских и природных территорий.  

## Биография
С 2006 года бессменный куратор (вместе с Антоном Кочуркиным) фестиваля «Архстояние».

### Семья
- Родители:
  - Отец — Василий Владимирович Бычков (р. 1958), советский архитектор, российский предприниматель, общественный и политический деятель. Генеральный директор компании «Экспо-парк», директор Центрального дома художника (ЦДХ), член Общественной палаты Российской Федерации.[1]
  - Мать — Анна Александровна Щетинина (р. 1958), советский и российский архитектор, художник, дизайнер интерьеров.[1]
- Муж — Антон Кочуркин, российский архитектор, куратор.
- Двое детей, Дарья и Петр.

### Образование
1991–1997 Московский художественный лицей им. Н.Томского при Российской Академии художеств / Мастерская Смирнова А.Е.;
1997–2003 Московский архитектурный институт / Кафедра жилых и общественных зданий. Мастерская профессора Ларина А.Д;
2017 Курс «Маркетинг для развития бизнеса» в Высшей школе маркетинга и развития бизнеса / International Higher School of Brand management and Marketing (IHSBM).

### Работа
С 2017 г. по настоящий момент:
- Управляющий партнер Проектной группы «8 линий» – http://llllllll.ru/
- Продюсер фестиваля городской культуры «Арт-Овраг» г. Выкса – http://artovrag-fest.ru/ Архивная копия от 9 декабря 2018 на Wayback Machine

С 2016 г. по настоящий момент:
- Директор арт-парка «Никола-Ленивец» – http://nikola-lenivets.ru

С 2006 г. по настоящий момент:
- Продюсер и куратор фестиваля ландшафтных объектов «АрхСтояние»
- «Архстояние Детское» – https://www.arch.stoyanie.ru Архивная копия от 5 февраля 2019 на Wayback Machine

2015–2017:
- Заместитель генерального директора Государственного центра современного искусства (ГЦСИ) по стратегическому развитию – https://web.archive.org/web/20191228040824/http://ncca.ru/

2014–2016:
Создатель и продюсер галереи-мастерской «Граунд», входящей в состав Объединения «Выставочные залы Москвы» при Департаменте Культуры г. Москва – https://groundmoscow.com

## Деятельность
Архитектор
Архитектурное бюро «Проект Меганом» — 2003–2005
Разработка собственных проектов, в том числе концепции офисных зданий, проектов загородных жилых домов, участие в проекте благоустройства Luxury Village на Рублево-Успенском шоссе.
Архитектурное бюро «Терра» — 2001–2003
Разработка проектов частных домов и квартир, живописных панно (кинотеатра «Ударник»), проект киноплекса, концепция реконструкции центра моды «Т-модуль», проект спортивно-оздоровительного комплекса, а также торгово-делового комплекса «Линия-парк».
Фотохудожник
Сотрудничество с журналом «Эксперт» — 2003 — 2004
Тематические постановочные фотографии размещены в номерах № 1, 4, 12, 19, 48

## Дополнительная информация
Проекты:
- 2014 Продюсер первого паблик-арт фестиваля «Изумрудные Холмы. И даже больше…» при поддержке группы «Эталон» и Администрации Красногорского района.
- 2014 Куратор проекта «Прогород. Бологовский район» в городе Бологое при грантовой поддержке конкурса «Культурная мозаика малых городов» Благотворительного фонда Елены и Геннадия Тимченко
- 2012 Куратор проекта «Прогород. Красногорский район» в г. Красногорск при поддержке Администрации Красногорского района.

### Участие в конкурсах и выставочных проектах
- 2006 Победитель в конкурсе «Меняющийся музей в меняющемся мире» Благотворительного фонда В.Потанина. Проект «АрхСтояние».

В качестве архитектора:
- 2005 Конкурс «DIA AWARDS». Лауреат
- 2004 Конкурс «Орельский Лоджинг». Лауреат
- 2003 Конкурс «Азбука Загородного Строительства». Лауреат
- 2003 Выставка «АРХ МОСКВА». Архитектурное бюро «Терра»
- 2003 Выставка «Азбука загородного строительства». Архитектурное бюро «Терра». Лауреат конкурса
- 2002 Проект «АРХ_И 2002» в Центральном доме художника в рамках выставки «АРХ МОСКВА 2002»

В качестве фотохудожника:
- 2007 Выставка «Бумажный Париж» в Le Cite des Arts г. Париж
- 2005 Гран При на фотоконкурсе «Серебренная Камера» Московского дома фотографии, в номинации «Архитектура»
- 2005 Выставка фото-объектов «ИГРА В 70» совместно с Йорном Бернером. Музей архитектуры им.Щусева
- 2005 Вторая премия на выставке «АРХ МОСКВА» – фото-проект «ИГРА В 70»
- 2004 Серия фотографий «Прикурить от молнии» в рамках выставки «Мир глазами зодчих» в Доме на Брестской
- 2004 Выставка фоторабот «Прикурить от молнии» в мастерской «ПланАР» г. Москва
- 2004 Выставка фоторабот «Regards de Pierre» в культурном центре г. Сартен, Корсика, Франция
- 2003 Серия фотографий «Берлин – Фьюжн» в рамках выставки «Мир глазами зодчих»
- 2003 Выставка фотографий «Франция-Фьюжн» в Центральном доме художника, Клуб «Творческие среды»
- 2003 27-я Молодежная Выставка в Доме Художника на Кузнецком 11 Диплом лауреата
- 2001 Персональная выставка фотографий «Transparency» в клубе «Вермель»
- 2000 «Дизайн и Реклама» в Центральном доме художника.
- Проект «Виртуальная Лаборатория им. Фрунзика Мктрчяна», совместно с Юрием Остроменцким
- 1996 «Права человека» – участник выставки в Музее и общественном центре им. Сахарова, совместно с Юрием Остроменцким

### Интервью
- Интервью на тему самого масштабного городского фестиваля за пределами Москвы, "Арт-Овраг", который состоялся с 9 по 11 июня в городе Выкса Нижегородской области уже в восьмой раз. Его главной темой было "Полезное искусство". 08 июня 2018 года.
- Инна Логунова. Современное искусство и креативная экономика: интервью с продюсером и куратором фестиваля "Арт-Овраг" // Posta-Magazine
- Киселёв Никита. Большие шишки на «АрхСтоянии» // Известия. — 6 августа 2007 года. 4 апреля 2018 года.
- Интервью Юлии Бычковой на сайте WORKINGmama 6 октября 2014 года.
- Интервью радио «Роскультура» // Радио «Роскультура». — 28 мая 2010 года.
- Малкис Л. Архстояние: Интервью с Юлией Бычковой и Антоном Кочуркиным // АРХіПИПЛ. — 29—31 июля 2011 года.
- Фадеева Мария. Российский лэнд-арх. «Архстояние» и «Города» глазами организаторов: Интервью с Юлией Бычковой, Антоном Кочуркиным, Андреем Асадовым и Иваном Овчинниковым // Архитектурный вестник. — 2008. — № 3 (102).